# Nestor Massart
Nestor-Henri-Jean Massart (Ciney, 22 oktober 1849 – Oostende, 19 december 1899) was een Belgisch tenor.
Hij was zoon van Joachim-Joseph Massart en Eugenie Mathilde Stevens. Hijzelf was getrouwd met Catherine-Joséphine Postula.
Origineel was hij (onder-)luitenant in het Belgische leger, waar zijn stem al dermate opviel dat de Koninklijke familie zich met zijn muziekeducatie ging bemoeien. Hij verkreeg zijn opleiding aan het Koninklijk Conservatorium Brussel en sloot zich voor vijf jaar als eerste tenor aan bij het operagezelschap van de Koninklijke Muntschouwburg. Een verdere loopbaan vond plaats in bijna alle Franse steden met operagezelschappen. Hij verbond zich ook voor twee jaar aan een operagezelschap in Caïro. Hij hield in 1897 een tournee door de Verenigde Staten (met steden als New Orleans, Chicago, Boston, San Francisco) en Mexico. Hij werd plaatselijk nieuws daar; de trein waarmee hij door het land reed werd overvallen. Zijn laatste levensjaar was hij artistiek directeur van het Casino-Kursaal Oostende.